# Les Nouveaux Explorateurs
 (octobre 2021).
Si vous disposez d'ouvrages ou d'articles de référence ou si vous connaissez des sites web de qualité traitant du thème abordé ici, merci de compléter l'article en donnant les références utiles à sa vérifiabilité et en les liant à la section « Notes et références ».
Les Nouveaux Explorateurs est une émission de télévision française de documentation, diffusée le dimanche après-midi sur Canal+ de 2007 à 2014. L'émission a repris depuis le 10 février 2022 avec de nouveaux épisodes inédits.

## Concept
Chaque animateur emmène le spectateur découvrir un lieu, un pays à travers le prisme d'une thématique qui lui est propre (musique, sport, système D, habitat, etc.). Depuis 2022, l'émission est rejoint par "Les Nouveaux Éclaireurs" qui proposent des innovations.

## Présentateurs
Maïtena Biraben a présenté cette émission de 2007 à septembre 2008, puis lorsque celle-ci a pris les commandes de La Matinale, elle a été remplacée par Diego Buñuel.

## Reporters
Parmi les thèmes, on trouve :
- Ne dites pas à ma mère…, présenté par Diego Buñuel
- Entre ciel et terre, présenté par Sébastien Lafont
- Sans crier gare !, présenté par Emmanuelle Han
- Les p’tits bouts du monde, présenté par Maïtena Biraben
- Le globe-cooker, présenté par Fred Chesneau
- D comme débrouille, présenté par Sebastian Perez
- Lignes d’horizon, présenté par Olivier Aubert
- À quoi tu joues?, présenté par Manuel Herrero
- Comme un poisson dans l’eau, présenté par Jérome Delafosse (exploration des zones maritimes, commerce et économie)
- Megalopolis, présenté par Alexandra Leroux
- Les chemins du possible, présenté par Priscilla Telmon
- Les Pintades, présenté par Laure Watrin et Layla Demay
- Les peuples du feu, présenté par Axel Ferrault
- Rendez-vous chez moi, présenté par Roland Théron
- Nomades Land, présenté par Christophe Cousin
- Le monde en actions, présenté par Céline Hue
- Le globe-painter, présenté par Julien Malland
- Music, présenté par David Walters
- La Beauté dans tous ses états, présenté par Françoise Spiekermeier
- Architecture du Monde, par Erik Mootz
- Le Monde animal, par Perrine Crosmary
- Loin du monde, par Delphine Aurès

## Liste des épisodes
|      | No  | Titre / thème                                                                | Lieu(x)                             | Date de première diffusion | Présentateur                     |
| ---- | --- | ---------------------------------------------------------------------------- | ----------------------------------- | -------------------------- | -------------------------------- |
| 2007 | 1   | Comme un poisson dans l’eau                                                  | Madagascar                          | 07/01/2007                 | Jérome Delafosse                 |
| 2007 | 2   | Ne dites pas à ma mère…                                                      | La Colombie                         | 14/01/2007                 | Diego Buñuel                     |
| 2007 | 3   | À quoi tu joues ?                                                            | La Mongolie                         | 21/01/2007                 | Manuel Herrero                   |
| 2007 | 4   | Le globe-cooker                                                              | La Thaïlande                        | 28/01/2007                 | Fred Chesneau                    |
| 2007 | 5   | Nomade’s Land                                                                | Les Changtangs du Ladakh            | 04/02/2007                 | Christophe Cousin                |
| 2007 | 6   | Les P’tits bouts du monde                                                    | Le Japon                            | 18/02/2007                 | Maïtena Biraben                  |
| 2007 | 7   | Mégalopolis                                                                  | New York                            | 25/02/2007                 | Alexandra Leroux                 |
| 2007 | 8   | Les chemins du possible                                                      | La Scandinavie (Suède / Norvège)    | 04/03/2007                 | Priscilla Telmon                 |
| 2007 | 9   | Ne dites pas à ma mère…                                                      | L’Afghanistan                       | 11/03/2007                 | Diego Buñuel                     |
| 2007 | 10  | À quoi tu joues ?                                                            | Le Mexique                          | 18/03/2007                 | Manuel Herrero                   |
| 2007 | 11  | Comme un poisson dans l’eau                                                  | L’Indonésie                         | 25/03/2007                 | Jérome Delafosse                 |
| 2007 | 12  | Le globe-cooker                                                              | Le Brésil                           | 01/04/2007                 | Fred Chesneau                    |
| 2007 | 13  | Entre ciel et terre                                                          | Le Mali                             | 08/04/2007                 | Sébastien Lafont                 |
| 2007 | 14  | Les chemins du possible                                                      | Le Mali / Le Burkina Faso           | 15/04/2007                 | Priscilla Telmon                 |
| 2007 | 15  | Nomade’s Land                                                                | Les Touaregs du Niger               | 22/04/2007                 | Christophe Cousin                |
| 2007 | 16  | Mégalopolis                                                                  | Le Caire                            | 29/04/2007                 | Alexandra Leroux                 |
| 2007 | 17  | Ne dites pas à ma mère…                                                      | La République démocratique du Congo | 06/05/2007                 | Diego Buñuel                     |
| 2007 | 18  | À quoi tu joues ?                                                            | L’Inde / Le Sri Lanka               | 13/05/2007                 | Manuel Herrero                   |
| 2007 | 19  | Entre ciel et terre                                                          | Le Maroc                            | 20/05/2007                 | Sébastien Lafont                 |
| 2007 | 20  | Lignes d’horizon                                                             | L’Australie                         | 09/09/2007                 | Olivier Aubert                   |
| 2007 | 21  | Comme un poisson dans l’eau                                                  | Le Pérou                            | 16/09/2007                 | Jérome Delafosse                 |
| 2007 | 22  | Ne dites pas à ma mère…                                                      | La Corée du Nord                    | 23/09/2007                 | Diego Buñuel                     |
| 2007 | 23  | Entre ciel et terre                                                          | L’Afrique du Sud                    | 30/09/2007                 | Sébastien Lafont                 |
| 2007 | 24  | Le globe-cooker                                                              | L’Inde                              | 14/10/2007                 | Fred Chesneau                    |
| 2007 | 25  | Les chemins du possible                                                      | L’Inde                              | 21/10/2007                 | Priscilla Telmon                 |
| 2007 | 26  | Mégalopolis                                                                  | Bombay                              | 28/10/2007                 | Alexandra Leroux                 |
| 2007 | 27  | Les pintades                                                                 | Londres                             | 11/11/2007                 | Layla et Laure                   |
| 2007 | 28  | Nomade’s Land                                                                | La Sibérie / Les Evenks de Yakoutie | 18/11/2007                 | Christophe Cousin                |
| 2007 | 29  | À quoi tu joues ?                                                            | La Chine                            | 25/11/2007                 | Manuel Herrero                   |
| 2007 | 30  | Le globe-cooker                                                              | Le Maroc                            | 02/12/2007                 | Fred Chesneau                    |
| 2007 | 31  | Entre ciel et terre                                                          | La Namibie                          | 09/12/2007                 | Sébastien Lafont                 |
| 2007 | 32  | Les P’tits bouts du monde                                                    | Bali                                | 23/12/2007                 | Maïtena Biraben                  |
| 2007 | 33  | Comme un poisson dans l’eau                                                  | La mer d’Aral                       | 30/12/2007                 | Jérome Delafosse                 |
| 2008 | 34  | Mégalopolis                                                                  | Moscou                              | 06/01/2008                 | Alexandra Leroux                 |
| 2008 | 35  | Lignes d’horizon                                                             | L’Ouest américain                   | 13/01/2008                 | Olivier Aubert                   |
| 2008 | 36  | Les chemins du possible                                                      | Le Pérou                            | 20/01/2008                 | Priscilla Telmon                 |
| 2008 | 37  | Nomade’s Land                                                                | Le Kirghizstan                      | 03/02/2008                 | Christophe Cousin                |
| 2008 | 38  | Ne dites pas à ma mère…                                                      | La Terre Sainte                     | 02/03/2008                 | Diego Buñuel                     |
| 2008 | 39  | À quoi tu joues ?                                                            | Le Brésil                           | 23/03/2008                 | Manuel Herrero                   |
| 2008 | 40  | Les p’tits bouts du monde                                                    | Le Qatar                            | 18/05/2008                 | Maïtena Biraben                  |
| 2008 | 41  | Les pintades                                                                 | Rio                                 | 25/07/2008                 | Layla et Laure                   |
| 2008 | 42  | Le globe-cooker                                                              | Le Mexique                          | 29/07/2008                 | Fred Chesneau                    |
| 2008 | 43  | Les peuples du feu                                                           | L’île de Java                       | 30/07/2008                 | Axel Ferrault                    |
| 2008 | 44  | Entre ciel et terre                                                          | La Jordanie                         | 31/07/2008                 | Sébastien Lafont                 |
| 2008 | 45  | Nomade’s Land                                                                | L’Australie                         | 01/08/2008                 | Christophe Cousin                |
| 2008 | 46  | Megalopolis                                                                  | Buenos Aires                        | 04/08/2008                 | Alexandra Leroux                 |
| 2008 | 47  | Sans crier gare !                                                            | Pékin / Lhassa                      | 06/08/2008                 | Emmanuelle Han                   |
| 2008 | 48  | Rendez-vous chez moi !                                                       | La Chine                            | 07/08/2008                 | Roland Théron                    |
| 2008 | 49  | Le globe-cooker                                                              | Le Japon                            | 26/08/2008                 | Fred Chesneau                    |
| 2008 | 50  | Comme un poisson dans l’eau                                                  | L’Inde                              | 27/08/2008                 | Jérome Delafosse                 |
| 2008 | 51  | D comme débrouille                                                           | Le Sénégal                          | 29/08/2008                 | Sebastian Perez Pezzani          |
| 2008 | 52  | Les chemins du possible                                                      | Le Canada                           | 31/08/2008                 | Priscilla Telmon                 |
| 2008 | 53  | Le globe-cooker                                                              | Le Vietnam                          | 07/09/2008                 | Fred Chesneau                    |
| 2008 | 54  | Ne dites pas à ma mère…                                                      | Le Venezuela                        | 14/09/2008                 | Diego Buñuel                     |
| 2008 | 55  | Sans crier gare !                                                            | Cuba                                | 21/09/2008                 | Emmanuelle Han                   |
| 2008 | 56  | À quoi tu joues ?                                                            | La Californie                       | 28/09/2008                 | Manuel Herrero                   |
| 2008 | 57  | Comme un poisson dans l’eau                                                  | Le Japon                            | 05/10/2008                 | Jérome Delafosse                 |
| 2008 | 58  | Nomade’s Land                                                                | L’Amazonie                          | 12/10/2008                 | Christophe Cousin                |
| 2008 | 59  | Mégalopolis                                                                  | Tokyo                               | 19/10/2008                 | Alexandra Leroux                 |
| 2008 | 60  | Ne dites pas à ma mère…                                                      | Le Pakistan                         | 26/10/2008                 | Diego Buñuel                     |
| 2008 | 61  | Rendez-vous chez moi !                                                       | États-Unis                          | 02/11/2008                 | Roland Théron                    |
| 2008 | 62  | D comme débrouille                                                           | Le Chili                            | 09/11/2008                 | Sebastian Perez Pezzani          |
| 2008 | 63  | Les peuples du feu                                                           | L’Équateur                          | 16/11/2008                 | Axel Ferrault                    |
| 2008 | 64  | Les chemins du possible                                                      | Le Bhoutan                          | 23/11/2008                 | Priscilla Telmon                 |
| 2008 | 65  | Entre ciel et terre                                                          | Le Pérou                            | 30/11/2008                 | Sébastien Lafont                 |
| 2008 | 66  | Lignes d’horizon                                                             | La Namibie                          | 07/12/2008                 | Olivier Aubert                   |
| 2008 | 67  | À quoi tu joues ?                                                            | La Polynésie                        | 21/12/2008                 | Manuel Herrero                   |
| 2008 | 68  | Comme un poisson dans l’eau                                                  | Les Açores                          | 28/12/2008                 | Jérome Delafosse                 |
| 2008 | 69  | Spécial                                                                      | La Thaïlande                        | 29/12/2008                 | Les Nouveaux Explorateurs[Qui ?] |
| 2009 | 70  | Nomade’s Land                                                                | États-Unis                          | 18/01/2009                 | Christophe Cousin                |
| 2009 | 71  | Le globe-cooker                                                              | Madagascar                          | 25/01/2009                 | Fred Chesneau                    |
| 2009 | 72  | Entre terre et ciel                                                          | Le Mexique                          | 01/02/2009                 | Sébastien Lafont                 |
| 2009 | 73  | L’exploration inversée                                                       | Le tour de France de deux Papous    | 08/02/2009                 | Spécial                          |
| 2009 | 74  | Ne dites pas à ma mère…                                                      | L’Iran                              | 22/02/2009                 | Diego Buñuel                     |
| 2009 | 75  | Sans crier gare !                                                            | La Sicile                           | 01/03/2009                 | Emmanuelle Han                   |
| 2009 | 76  | Rendez-vous chez moi !                                                       | L’Indonésie                         | 08/03/2009                 | Roland Théron                    |
| 2009 | 77  | Les peuples du feu                                                           | Les Philippines                     | 15/03/2009                 | Axel Ferrault                    |
| 2009 | 78  | Les pintades                                                                 | New York                            | 22/03/2009                 | Layla et Laure                   |
| 2009 | 79  | Le globe-cooker                                                              | La Grèce                            | 29/03/2009                 | Fred Chesneau                    |
| 2009 | 80  | Les chemins du possible                                                      | Le Japon                            | 05/04/2009                 | Priscilla Telmon                 |
| 2009 | 81  | D comme débrouille                                                           | Madagascar                          | 12/04/2009                 | Sebastian Perez Pezzani          |
| 2009 | 82  | Ne dites pas à ma mère…                                                      | Les Balkans                         | 19/04/2009                 | Diego Buñuel                     |
| 2009 | 83  | Mégalopolis                                                                  | Istanbul                            | 26/04/2009                 | Alexandra Leroux                 |
| 2009 | 84  | Entre ciel et terre                                                          | La Bolivie                          | 03/05/2009                 | Sébastien Lafont                 |
| 2009 | 85  | Comme un poisson dans l’eau                                                  | Haïti                               | 10/05/2009                 | Jérome Delafosse                 |
| 2009 | 86  | À quoi tu joues ?                                                            | L’Éthiopie                          | 17/05/2009                 | Manuel Herrero                   |
| 2009 | 87  | Lignes d’horizon                                                             | Le Guatemala                        | 31/05/2009                 | Olivier Aubert                   |
| 2009 | 88  | Ne dites pas à ma mère…                                                      | L’Irak                              | 07/06/2009                 | Diego Buñuel                     |
| 2009 | 89  | Sans crier gare !                                                            | L’Argentine                         | 06/09/2009                 | Emmanuelle Han                   |
| 2009 | 90  | Nomade’s Land                                                                | Le Mékong                           | 13/09/2009                 | Christophe Cousin                |
| 2009 | 91  | Le globe-cooker                                                              | Le Sénégal                          | 20/09/2009                 | Fred Chesneau                    |
| 2009 | 92  | Le globe-painter                                                             | Le Brésil                           | 27/09/2009                 | Julien Malland                   |
| 2009 | 93  | Le monde en actions                                                          | États-Unis                          | 04/10/2009                 | Céline Hue                       |
| 2009 | 94  | Ne dites pas à ma mère…                                                      | Lagos                               | 11/10/2009                 | Diego Buñuel                     |
| 2009 | 95  | D comme débrouille                                                           | Les Philippines                     | 18/10/2009                 | Sebastian Perez Pezzani          |
| 2009 | 96  | Loin du monde                                                                | Les îles Malouines                  | 25/10/2009                 | Delphine Aurès                   |
| 2009 | 97  | À quoi tu joues ?                                                            | Le Japon                            | 01/11/2009                 | Manuel Herrero                   |
| 2009 | 98  | Comme un poisson dans l’eau                                                  | Les Philippines                     | 08/11/2009                 | Jérome Delafosse                 |
| 2009 | 99  | Mégalopolis                                                                  | Chicago                             | 22/11/2009                 | Alexandra Leroux                 |
| 2009 | 100 | Sans crier gare !                                                            | La Turquie                          | 29/11/2009                 | Emmanuelle Han                   |
| 2009 | 101 | Rendez-vous chez moi !                                                       | Le Japon                            | 06/12/2009                 | Roland Théron                    |
| 2009 | 102 | D comme débrouille                                                           | Le Panama                           | 13/12/2009                 | Sebastian Perez Pezzani          |
| 2009 | 103 | Ne dites pas à ma mère…                                                      | L’Inde                              | 20/12/2009                 | Diego Buñuel                     |
| 2009 | 104 | Spécial                                                                      | L’année des nouveaux explorateurs   | 27/12/2009                 | Spécial                          |
| 2010 | 105 | Le globe-cooker                                                              | Bali                                | 10/01/2010                 | Fred Chesneau                    |
| 2010 | 106 | À quoi tu joues ?                                                            | La Turquie                          | 17/01/2010                 | Manuel Herrero                   |
| 2010 | 107 | Nomade’s Land                                                                | La Roumanie                         | 24/01/2010                 | Christophe Cousin                |
| 2010 | 108 | Sans crier gare !                                                            | L’Australie                         | 31/01/2010                 | Emmanuelle Han                   |
| 2010 | 109 | Le monde en actions                                                          | Le Brésil                           | 07/02/2010                 | Céline Hue                       |
| 2010 | 110 | Le globe-painter                                                             | L’Afrique du Sud                    | 21/02/2010                 | Julien Malland                   |
| 2010 | 111 | Comme un poisson dans l’eau                                                  | La République démocratique du Congo | 28/02/2010                 | Jérome Delafosse                 |
| 2010 | 112 | D comme débrouille                                                           | La Roumanie                         | 07/03/2010                 | Sebastian Perez Pezzani          |
| 2010 | 113 | Ne dites pas à ma mère…                                                      | Mexico et São Paulo                 | 14/03/2010                 | Diego Buñuel                     |
| 2010 | 114 | Mégalopolis                                                                  | Séoul                               | 21/03/2010                 | Alexandra Leroux                 |
| 2010 | 115 | Rendez-vous chez moi !                                                       | Australie                           | 28/03/2010                 | Roland Théron                    |
| 2010 | 116 | Le globe-cooker                                                              | La Turquie                          | 04/04/2010                 | Fred Chesneau                    |
| 2010 | 117 | Loin du monde                                                                | Le Groenland                        | 11/04/2010                 | Delphine Aurès                   |
| 2010 | 118 | Les petits explorateurs à travers l'Afrique (1)                              | L'Afrique                           | 18/04/2010                 | Spécial                          |
| 2010 | 119 | Les petits explorateurs à travers l'Afrique (2)                              | L'Afrique                           | 25/04/2010                 | Spécial                          |
| 2010 | 120 | À quoi tu joues ?                                                            | L’Indonésie                         | 02/05/2010                 | Manuel Herrero                   |
| 2010 | 121 | Comme un poisson dans l’eau                                                  | Islande                             | 09/05/2010                 | Jérome Delafosse                 |
| 2010 | 122 | Le monde en actions                                                          | L’Afrique du Sud                    | 16/05/2010                 | Céline Hue                       |
| 2010 | 123 | Ne dites pas à ma mère…                                                      | Beyrouth et Le Caire                | 23/05/2010                 | Diego Buñuel                     |
| 2010 | 124 | Le globe-painter                                                             | L’Inde                              | 30/05/2010                 | Julien Malland                   |
| 2010 | 125 | Le globe-cooker                                                              | La Chine                            | 06/06/2010                 | Fred Chesneau                    |
| 2010 | 126 | Ne dites pas à ma mère…                                                      | Tokyo et Manille                    | 05/09/2010                 | Diego Buñuel                     |
| 2010 | 127 | À quoi tu joues ?                                                            | Chili et îles de Pâques             | 12/09/2010                 | Manuel Herrero                   |
| 2010 | 128 | Le monde en actions                                                          | Argentine                           | 19/09/2010                 | Céline Hue                       |
| 2010 | 129 | Rendez-vous chez moi !                                                       | Le Chili                            | 03/10/2010                 | Roland Théron                    |
| 2010 | 130 | Le globe-cooker                                                              | Le Pérou                            | 10/10/2010                 | Fred Chesneau                    |
| 2010 | 131 | Loin du monde                                                                | Le Japon                            | 17/10/2010                 | Delphine Aurès                   |
| 2010 | 132 | D comme débrouille                                                           | Le Mozambique                       | 24/10/2010                 | Sebastian Perez Pezzani          |
| 2010 | 133 | Sans crier gare !                                                            | L’Inde                              | 31/10/2010                 | Emmanuelle Han                   |
| 2010 | 134 | Mégalopolis                                                                  | Miami                               | 07/11/2010                 | Alexandra Leroux                 |
| 2010 | 135 | Le globe-painter                                                             | La Chine                            | 21/11/2010                 | Julien Malland                   |
| 2010 | 136 | Comme un poisson dans l’eau                                                  | Le Groenland                        | 28/11/2010                 | Jérome Delafosse                 |
| 2010 | 137 | Le globe-cooker                                                              | Île Maurice / Île Rodrigues         | 05/12/2010                 | Fred Chesneau                    |
| 2010 | 138 | À quoi tu joues ?                                                            | Le Royaume-Uni                      | 12/12/2010                 | Manuel Herrero                   |
| 2011 | 139 | Rendez-vous chez moi !                                                       | Le Canada                           | 09/01/2011                 | Roland Théron                    |
| 2011 | 140 | D comme débrouille                                                           | La Colombie                         | 16/01/2011                 | Sebastian Perez Pezzani          |
| 2011 | 141 | Sans crier gare !                                                            | La Malaisie                         | 23/01/2011                 | Emmanuelle Han                   |
| 2011 | 142 | Ne dites pas à ma mère…                                                      | La Russie                           | 30/01/2011                 | Diego Buñuel                     |
| 2011 | 143 | Le monde en actions                                                          | Le Canada                           | 06/02/2011                 | Céline Hue                       |
| 2011 | 144 | Comme un poisson dans l’eau                                                  | Papouasie                           | 13/02/2011                 | Jérome Delafosse                 |
| 2011 | 145 | Loin du monde                                                                | Les îles Aléoutiennes               | 20/02/2011                 | Delphine Aurès                   |
| 2011 | 146 | Nomade’s Land                                                                | Éthiopie                            | 27/02/2011                 | Christophe Cousin                |
| 2011 | 147 | Le globe-painter                                                             | Mexique                             | 06/03/2011                 | Julien Malland                   |
| 2011 | 148 | Mégalopolis                                                                  | Hong-Kong                           | 13/03/2011                 | Alexandra Leroux                 |
| 2011 | 149 | D comme débrouille                                                           | Kénya                               | 27/03/2011                 | Sebastian Perez Pezzani          |
| 2011 | 150 | Le globe-cooker                                                              | Liban                               | 03/04/2011                 | Fred Chesneau                    |
| 2011 | 151 | Comme un poisson dans l’eau                                                  | Chine                               | 10/04/2011                 | Jérome Delafosse                 |
| 2011 | 152 | À quoi tu joues ?                                                            | Madagascar                          | 24/04/2011                 | Manuel Herrero                   |
| 2011 | 153 | Sans crier gare !                                                            | Vietnam                             | 01/05/2011                 | Emmanuelle Han                   |
| 2011 | 154 | Le monde en actions                                                          | Espagne                             | 08/05/2011                 | Céline Hue                       |
| 2011 | 155 | Loin du monde                                                                | Les îles Chatham                    | 15/05/2011                 | Delphine Aurès                   |
| 2011 | 156 | Rendez-vous chez moi !                                                       | Inde                                | 22/05/2011                 | Roland Théron                    |
| 2011 | 157 | Ne dites pas à ma mère…                                                      | Indonésie                           | 29/05/2011                 | Diego Buñuel                     |
| 2011 | 158 | Le globe-cooker                                                              | Nouvelle-Zélande                    | 05/06/2011                 | Fred Chesneau                    |
| 2011 | 159 | Nomade’s Land                                                                | Canada                              | 12/06/2011                 | Christophe Cousin                |
| 2011 | 160 | Mégalopolis                                                                  | Rio                                 | 19/06/2011                 | Alexandra Leroux                 |
| 2011 | 161 | Le globe-painter                                                             | Chili                               | 04/09/2011                 | Julien Malland                   |
| 2011 | 162 | Sans crier gare !                                                            | Maroc                               | 11/09/2011                 | Emmanuelle Han                   |
| 2011 | 163 | Comme un poisson dans l’eau                                                  | Brésil                              | 18/09/2011                 | Jérome Delafosse                 |
| 2011 | 164 | Ne dites pas à ma mère…                                                      | Somalie                             | 25/09/2011                 | Diego Buñuel                     |
| 2011 | 165 | D comme débrouille                                                           | Albanie                             | 02/10/2011                 | Sebastian Perez Pezzani          |
| 2011 | 166 | À quoi tu joues ?                                                            | Afrique du Sud                      | 09/10/2011                 | Manuel Herrero                   |
| 2011 | 167 | Loin du monde                                                                | Chili                               | 16/10/2011                 | Delphine Aurès                   |
| 2011 | 168 | Le globe-cooker                                                              | Québec                              | 23/10/2011                 | Fred Chesneau                    |
| 2011 | 169 | Le globe-painter                                                             | Indonésie                           | 30/10/2011                 | Julien Malland                   |
| 2011 | 170 | Le monde en actions                                                          | Norvège                             | 06/11/2011                 | Céline Hue                       |
| 2011 | 171 | Sans crier gare !                                                            | Madagascar                          | 13/11/2011                 | Emmanuelle Han                   |
| 2011 | 172 | Comme un poisson dans l’eau                                                  | Bangladesh                          | 20/11/2011                 | Jérome Delafosse                 |
| 2011 | 173 | Ne dites pas à ma mère…                                                      | Kazakhstan                          | 27/11/2011                 | Diego Buñuel                     |
| 2011 | 174 | Mégalopolis                                                                  | Londres                             | 04/12/2011                 | Alexandra Leroux                 |
| 2011 | 175 | Nomade’s Land                                                                | États-Unis                          | 11/12/2011                 | Christophe Cousin                |
| 2011 | 176 | À quoi tu joues ?                                                            | Italie                              | 18/12/2011                 | Manuel Herrero                   |
| 2012 | 177 | Le globe-cooker                                                              | Cambodge                            | 08/01/2012                 | Fred Chesneau                    |
| 2012 | 178 | Rendez-vous chez moi !                                                       | Argentine                           | 15/01/2012                 | Roland Théron                    |
| 2012 | 179 | D comme débrouille                                                           | Mexique                             | 22/01/2012                 | Sebastian Perez Pezzani          |
| 2012 | 180 | Le globe-painter                                                             | Sénégal                             | 29/01/2012                 | Julien Malland                   |
| 2012 | 181 | Nomade’s Land                                                                | Mongolie                            | 05/02/2012                 | Christophe Cousin                |
| 2012 | 182 | Sans crier gare !                                                            | Portugal                            | 12/02/2012                 | Emmanuelle Han                   |
| 2012 | 183 | Le monde en actions                                                          | Turquie                             | 19/02/2012                 | Céline Hue                       |
| 2012 | 184 | Ne dites pas à ma mère…                                                      | États-Unis                          | 26/02/2012                 | Diego Buñuel                     |
| 2012 | 185 | Comme un poisson dans l'eau                                                  | Bolivie                             | 04/03/2012                 | Jérome Delafosse                 |
| 2012 | 186 | Mégalopolis                                                                  | San Francisco                       | 11/03/2012                 | Alexandra Leroux                 |
| 2012 | 187 | D comme débrouille                                                           | Vietnam                             | 18/03/2012                 | Sebastian Perez Pezzani          |
| 2012 | 188 | Le globe-cooker                                                              | Vanuatu                             | 25/03/2012                 | Fred Chesneau                    |
| 2012 | 189 | À quoi tu joues ?                                                            | New York                            | 01/04/2012                 | Manuel Herrero                   |
| 2012 | 190 | Le globe-painter                                                             | Israël                              | 08/04/2012                 | Julien Malland                   |
| 2012 | 191 | Nomade’s Land                                                                | Mexique                             | 15/04/2012                 | Christophe Cousin                |
| 2012 | 192 | Ne dites pas à ma mère…                                                      | L’armée pakistanaise                | 29/04/2012                 | Diego Buñuel                     |
| 2012 | 193 | Le globe-cooker                                                              | Philippines                         | 13/05/2012                 | Fred Chesneau                    |
| 2012 | 194 | Le monde en actions                                                          | Nouvelle-Calédonie                  | 27/05/2012                 | Céline Hue                       |
| 2012 | 195 | Le globe-painter                                                             | Le Pérou                            | 10/06/2012                 | Julien Malland                   |
| 2012 | 196 | La Beauté dans tous ses états                                                | L’Éthiopie                          | 17/06/2012                 | Françoise Spiekermeier           |
| 2012 | 197 | Mégalopolis                                                                  | Barcelone                           | 24/06/2012                 | Alexandra Leroux                 |
| 2012 | 199 | Comme un poisson dans l'eau                                                  | L'Afrique du Sud                    | 09/09/2012                 | Jérome Delafosse                 |
| 2012 | 200 | Nomade’s Land                                                                | La Papouasie occidentale            | 16/09/2012                 | Christophe Cousin                |
| 2012 | 201 | D comme débrouille                                                           | Le Rwanda                           | 23/09/2012                 | Sebastian Perez Pezzani          |
| 2012 | 202 | Le globe-cooker                                                              | L'Argentine                         | 07/10/2012                 | Fred Chesneau                    |
| 2012 | 203 | La Beauté dans tous ses états                                                | L'Inde                              | 14/10/2012                 | Françoise Spiekermeier           |
| 2012 | 204 | Ne dites pas à ma mère…                                                      | L'Antarctique                       | 21/10/2012                 | Diego Buñuel                     |
| 2012 | 205 | Le Monde animal                                                              | Le Zimbabwe                         | 28/10/2012                 | Perrine Crosmary                 |
| 2012 | 206 | D comme débrouille                                                           | États-Unis                          | 11/11/2012                 | Sebastian Perez Pezzani          |
| 2012 | 207 | Le globe-painter                                                             | L'Ukraine                           | 18/11/2012                 | Julien Malland                   |
| 2012 | 208 | Comme un poisson dans l'eau                                                  | L’Éthiopie                          | 25/11/2012                 | Jérome Delafosse                 |
| 2012 | 209 | Mégalopolis                                                                  | Berlin                              | 02/12/2012                 | Alexandra Leroux                 |
| 2012 | 210 | Le globe-cooker                                                              | L'Espagne                           | 09/12/2012                 | Fred Chesneau                    |
| 2012 | 211 | Music                                                                        | États-Unis                          | 16/12/2012                 | David Walters                    |
| 2012 | 212 | Spécial                                                                      | Les explos fêtent Noël              | 23/12/2012                 | Spécial                          |
| 2013 | 213 | Le monde en actions                                                          | Le Mexique                          | 13/01/2013                 | Céline Hue                       |
| 2013 | 214 | La Beauté dans tous ses états                                                | La Papouasie-Nouvelle-Guinée        | 20/01/2013                 | Françoise Spiekermeier           |
| 2013 | 215 | Ne dites pas à ma mère…                                                      | L’Amérique centrale                 | 27/01/2013                 | Diego Buñuel                     |
| 2013 | 216 | À quoi tu joues ?                                                            | La Bolivie                          | 03/02/2013                 | Manuel Herrero                   |
| 2013 | 217 | Le Monde animal                                                              | Le Brésil                           | 10/02/2013                 | Perrine Crosmary                 |
| 2013 | 218 | Le globe-painter                                                             | La Réunion et Madagascar            | 17/02/2013                 | Julien Malland                   |
| 2013 | 219 | Nomade's Land                                                                | L'Irlande                           | 24/02/2013                 | Christope Cousin                 |
| 2013 | 220 | Architecture du Monde                                                        | La Nouvelle-Zélande                 | 03/03/2013                 | Erik Mootz                       |
| 2013 | 221 | Comme un poisson dans l'eau                                                  | L'Argentine                         | 10/03/2013                 | Jérome Delafosse                 |
| 2013 | 222 | D comme débrouille                                                           | L'Inde                              | 17/03/2013                 | Sébastien Perez Pezzani          |
| 2013 | 223 | Mégalopolis                                                                  | L'Australie                         | 24/03/2013                 | Alexandra Leroux                 |
| 2013 | 224 | Le globe-cooker                                                              | Le Sri Lanka                        | 31/03/2013                 | Fred Chesneau                    |
| 2013 | 225 | Music                                                                        | L'Inde                              | 07/04/2013                 | David Walters                    |
| 2013 | 226 | La Beauté dans tous ses états                                                | Chine                               | 28/04/2013                 | Françoise Spiekermeier           |
| 2013 | 227 | Le globe-painter                                                             | Le Cambodge                         | 12/05/2013                 | Julien Malland                   |
| 2013 | 228 | À quoi tu joues ?                                                            | Israël et Palestine                 | 19/05/2013                 | Manuel Herrero                   |
| 2013 | 229 | Le globe-cooker                                                              | L'Australie                         | 02/06/2013                 | Fred Chesneau                    |
| 2013 | 230 | Comme un poisson dans l'eau                                                  | Le Chili                            | 09/06/2013                 | Jérome Delafosse                 |
| 2013 | 231 | D comme débrouille                                                           | L’Équateur                          | 16/06/2013                 | Sébastien Perez Pezzani          |
| 2013 | 232 | Le Monde animal                                                              | Le Québec                           | 23/06/2013                 | Perrine Crosmary                 |
| 2013 | 233 | La Beauté dans tous ses états                                                | Le Brésil                           | 22/09/2013                 | Françoise Spiekermeier           |
| 2013 | 234 | Le globe-cooker                                                              | Le Cameroun                         | 29/09/2013                 | Fred Chesneau                    |
| 2013 | 235 | Architecture du Monde                                                        | Le Japon                            | 20/10/2013                 | Erik Mootz                       |
| 2013 | 236 | Le monde en actions                                                          | Madagascar                          | 27/10/2013                 | Céline Hue                       |
| 2013 | 237 | Mégalopolis                                                                  | Tel Aviv                            | 10/11/2013                 | Alexandra Leroux                 |
| 2013 | 238 | Music                                                                        | Corée du Sud                        | 17/11/2013                 | David Walters                    |
| 2013 | 239 | Le globe-painter                                                             | L'Australie                         | 24/11/2013                 | Julien Malland                   |
| 2013 | 240 | D comme débrouille                                                           | Le Cameroun                         | 01/12/2013                 | Sébastien Perez Pezzani          |
| 2013 | 241 | Le Monde animal                                                              | La Malaisie                         | 08/12/2013                 | Perrine Crosmary                 |
| 2013 | 242 | Le globe-cooker                                                              | La Belgique                         | 15/12/2013                 | Fred Chesneau                    |
| 2013 | 243 | Le globe-cooker                                                              | Le monde du globe-cooker            | 22/12/2013                 | Fred Chesneau                    |
| 2014 | 244 | Comme un poisson dans l'eau                                                  | Israël et Palestine                 | 12/01/2014                 | Jérome Delafosse                 |
| 2014 | 245 | À quoi tu joues ?                                                            | Thaïlande                           | 19/01/2014                 | Manuel Herrero                   |
| 2014 | 246 | La Beauté dans tous ses états                                                | Le Panama                           | 26/01/2014                 | Françoise Spiekermeier           |
| 2014 | 247 | Nomade's Land                                                                | Le Maroc                            | 02/02/2014                 | Christope Cousin                 |
| 2014 | 248 | Architecture du Monde                                                        | La Nouvelle-Zélande                 | 09/02/2014                 | Erik Mootz                       |
| 2014 | 249 | Ne dites pas à ma mère…                                                      | La Thaïlande                        | 16/02/2014                 | Diego Buñuel                     |
| 2014 | 250 | Music                                                                        | L'Afrique du Sud                    | 23/02/2014                 | David Walters                    |
| 2014 | 251 | Mégalopolis                                                                  | Montréal                            | 02/03/2014                 | Alexandra Leroux                 |
| 2014 | 252 | Le monde en actions                                                          | Le Kenya                            | 16/03/2014                 | Céline Hue                       |
| 2014 | 253 | D comme débrouille                                                           | La Grèce                            | 23/03/2014                 | Sébastien Perez Pezzani          |
| 2014 | 254 | Le globe-cooker                                                              | Les Comores                         | 30/03/2014                 | Fred Chesneau                    |
| 2014 | 255 | Le Monde animal                                                              | L'Éthiopie                          | 06/04/2014                 | Perrine Crosmary                 |
| 2014 | 256 | Comme un poisson dans l'eau                                                  | Le Cambodge                         | 13/04/2014                 | Jérome Delafosse                 |
| 2014 | 257 | Architecture du Monde                                                        | Le Brésil                           | 04/05/2014                 | Erik Mootz                       |
| 2014 | 258 | À quoi tu joues ?                                                            | L'Espagne                           | 11/05/2014                 | Manuel Herrero                   |
| 2014 | 259 | Le globe-painter                                                             | L'Argentine                         | 18/05/2014                 | Julien Malland                   |
| 2014 | 260 | Ne dites pas à ma mère…                                                      | L'Amérique centrale                 | 01/06/2014                 | Diego Buñuel                     |
| 2014 | 261 | Le monde en actions                                                          | Le Mexique                          | 08/06/2014                 | Céline Hue                       |
| 2014 | 262 | Mégalopolis                                                                  | Melbourne                           | 15/06/2014                 | Alexandra Leroux                 |
| 2014 | 263 | La Beauté dans tous ses états                                                | Le Japon                            | 29/06/2014                 | Françoise Spiekermeier           |
| 2014 | 264 | Ne dites pas à ma mère…                                                      | L’Inde                              | 15/09/2014                 | Diego Buñuel                     |
| 2014 | 265 | Nomade's Land                                                                | Le Cameroun                         | 28/09/2014                 | Christope Cousin                 |
| 2014 | 266 | Mégalopolis                                                                  | Le Cap                              | 05/10/2014                 | Alexandra Leroux                 |
| 2014 | 267 | Le globe-cooker                                                              | La Colombie                         | 12/10/2014                 | Fred Chesneau                    |
| 2014 | 268 | D comme débrouille                                                           | Cuba                                | 19/10/2014                 | Sébastien Perez Pezzani          |
| 2014 | 269 | Ne dites pas à ma mère…                                                      | La Bolivie                          | 26/10/2014                 | Diego Buñuel                     |
| 2014 | 270 | Le monde en actions                                                          | La Tunisie                          | 09/11/2014                 | Céline Hue                       |
| 2014 | 271 | Le Monde animal                                                              | L'Afrique du Sud                    | 16/11/2014                 | Perrine Crosmary                 |
| 2014 | 272 | À quoi tu joues ?                                                            | Région des Grands Lacs              | 23/11/2014                 | Manuel Herrero                   |
| 2014 | 273 | Le globe-cooker                                                              | Taïwan                              | 30/11/2014                 | Fred Chesneau                    |
| 2014 | 274 | Music                                                                        | Colombie                            | 7/12/2014                  | David Walters                    |
| 2014 | 275 | À quoi tu joues ?                                                            | Hong-Kong                           | 14/12/2014                 | Manuel Herrero                   |
| 2022 | 276 | Jérôme, les yeux dans le bleu : Mexique                                      | Le Mexique                          | 10/02/2022                 | Jérome Delafosse                 |
| 2022 | 277 | Voyages au bout de l'effort : Rêve numéro 1 : plonger sous la glace          | Les Alpes                           | 17/02/2022                 | Victor Bergeon                   |
| 2022 | 278 | Les terroirs de Fred Chesneau                                                | La France                           | 03/03/2022                 | Fred Chesneau                    |
| 2022 | 279 | Fatou en mode Mexique                                                        | Le Mexique                          | 24/03/2022                 | Fatou N'Diaye                    |
| 2022 | 280 | Les éclaireurs de la guérison : vaincre le cancer                            |                                     | 31/03/2022                 |                                  |
| 2022 | 281 | Jérôme, les yeux dans le bleu : Pérou                                        | Le Pérou                            | 07/04/2022                 | Jérome Delafosse                 |
| 2022 | 282 | Les éclaireurs de l'eau (1)                                                  |                                     | 14/04/2022                 |                                  |
| 2022 | 283 | Alexia cuisine la France : Provence                                          |                                     | 21/04/2022                 | Alexia Duchêne                   |
| 2022 | 284 | Les éclaireurs de la guérison : réparer le cerveau                           |                                     | 28/04/2022                 |                                  |
| 2022 | 285 | Voyages au bout de l'effort : Rêve numéro 3 : vivre seul en forêt            |                                     | 05/05/2022                 | Victor Bergeon                   |
| 2022 | 286 | Les terroirs de Fred Chesneau : Pays basque                                  |                                     | 12/05/2022                 | Fred Chesneau                    |
| 2022 | 287 | Jérôme, les yeux dans le bleu : Colombie Britannique                         |                                     | 02/06/2022                 | Jérome Delafosse                 |
| 2022 | 288 | Les éclaireurs de l'eau (2)                                                  |                                     | 09/06/2022                 |                                  |
| 2022 | 289 | Référence aux stations de traitement d'eau qu'on trouve en France            |                                     | 09/06/2022                 |                                  |
| 2022 | 290 | Gros plan sur le recyclage de l'eau. 23:31:23 Interview de Romain            |                                     | 09/06/2022                 |                                  |
| 2022 | 291 | Face au défi du dérèglement climatique, les réserves d'eau souterraines sont |                                     | 09/06/2022                 |                                  |
| 2022 | 292 | Alexia cuisine la France : Savoie                                            |                                     | 23/06/2022                 | Alexia Duchêne                   |
| 2022 | 293 | Jérôme, les yeux dans le bleu : Kenya                                        |                                     | 30/06/2022                 | Jérome Delafosse                 |
| 2022 | 294 | Jérôme, les yeux dans le bleu : Mexique et Kenya                             |                                     | 18/08/2022                 | Jérome Delafosse                 |